# Gaumais
Het Gaumais is een Romaanse streektaal, variant van het Lotharings, gesproken in de Gaume, in het zuiden van de Waalse provincie Luxemburg (België) in en rond de stad Virton. 
Het behoort tot de oïl-talen en is officieel als streektaal erkend door de Franse Gemeenschap van België. Het Gaumais is, in tegenstelling tot het Lotharings in Frankrijk, nog niet zo sterk in de verdrukking geraakt door het Frans.
Belgisch-Lotharingen sluit aan op het ten zuiden daarvan in Noord-Frankrijk gelegen Lotharingen en op het ten oosten gelegen Luxemburgse Gutland. Linguïstisch en cultureel valt Belgisch-Lotharingen uiteen in de van oudsher Romaanse Gaume en het van oudsher Germaanse Land van Aarlen. De Gaume valt ruwweg samen met het arrondissement Virton, het Land van Aarlen met het arrondissement Aarlen. Geografisch en bijvoorbeeld ook architectonisch gezien zijn er nauwelijks verschillen tussen deze twee streken van Belgisch-Lotharingen.
- In de Gaume spreekt men een Romaans dialect dat sterk tegen het dialect van Frans-Lotharingen aanleunt. In tegenstelling tot dat laatste, bijna uitgestorven, dialect is het Gaumais in veel dorpen redelijk bewaard gebleven, al spreekt de jeugd het dialect nauwelijks meer.
- In het Land van Aarlen wordt van oudsher Luxemburgs (Lëtzebuergesch) gesproken. In de stad Aarlen wordt die taal nauwelijks meer gehoord (behalve uit de mond van Luxemburgse bezoekers), maar op het omringende platteland spreken zeker de oudere generaties ze nog dagelijks. Gezien de grote economische invloed van het Groothertogdom op de streek, is de taal er de laatste jaren sterk in opmars. Er zijn cursussen, basisscholen besteden aandacht aan de taal en steeds meer straat- en plaatsnaamborden zijn tweetalig Frans-Luxemburgs.

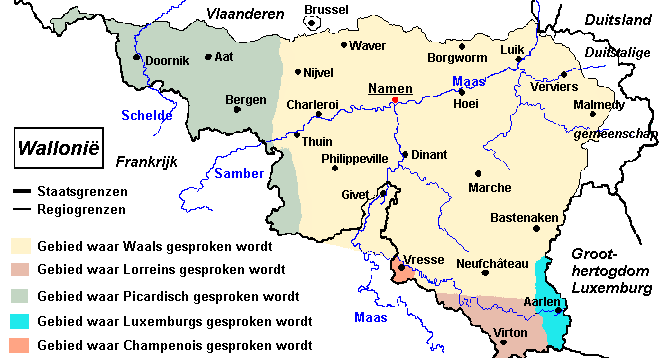
- HET WAALSE TAALLANDSCHAP -
Het gebied waar Gaumais wordt gesproken, is in bruin aangegeven (als Lotharings)

## Voorvechters van het Gaumais
- Nestor Outer (1865-1930), leraar, schrijver, journalist en schilder uit Virton, schreef verschillende toneelstukken in het Gaumais